# ミザリー (小説)
『ミザリー』（Misery）は、スティーヴン・キングが1987年に発表した長編サスペンス小説である。1990年には映画化され、主演のキャシー・ベイツがアカデミー主演女優賞を受賞した。

## あらすじ
女性主人公の人生を描く『ミザリー』シリーズで有名なベストセラー作家ポール・シェルダンは、『ミザリー』シリーズにピリオドを打ち、新たな小説『高速自動車』の原稿を手に、西を目指し車を走らせていた。途中雪嵐に見舞われ、誤って崖から転落し重傷を負った彼は、通りかかった元看護師のアニー・ウィルクスに救出され、人里離れた彼女の家で治療を受ける。
『ミザリー』の熱狂的ファンであるアニーは、発売されたばかりのミザリーシリーズの最終巻『ミザリーの子供』の結末に納得せず、新作小説を破棄した上で続編を書き下ろすことを彼に強要する。大雪で半ば隔離され、ケガで身動きの取れない閉鎖的な状況の中、アニーの異常性が徐々に露わになる。

## 単行本
1987年発表。1988年にNew Amer Library Trade社よりペーパーバック版、Bt Bound社よりハードカバー版が刊行された。また、映画化を受けて1998年にSignetからペーパーバック版が再刊行された。日本では文藝春秋より1990年に単行本、1991年に文庫版が刊行されている。また1995年には講談社より文庫版が発行されている。2008年に文春文庫から新装版が発売された。

## 舞台化
「ミザリー」（2005年6月 - 7月、2007年9月 - 11月）
- 演出：松本祐子
- 主演：渡辺えり子、小日向文世（2人芝居）
- 新宿シアターアプル他、埼玉・長野・福井・兵庫・山口・富山・山形・北海道で公演。